# Diogenesia vargasiana
Diogenesia vargasiana là một loài thực vật có hoa trong họ Thạch nam. Loài này được Sleumer mô tả khoa học đầu tiên năm 1978.